# Società dei Toschi
La Società dei Toschi fu una corporazione (o società d'armi) organizzata con proprio statuto, magistratura e armi, fondata a Bologna nei primi anni del XIII secolo che raggruppava i numerosi abitanti della città felsinea che provenivano dalla vicina Toscana.
Quella toscana fu infatti, data la vicinanza e l'importanza dello studio universitario bolognese, una delle più importanti comunità forestiere che risiedettero nella città emiliana a cavallo tra il 1200 e il 1300.
La Società dei Toschi fu costituita in massima parte da fiorentini, nella maggioranza dei casi scolari dell'ateneo bolognese o da interi nuclei familiari in esilio a causa dell'inasprimento a Firenze e nelle altre cittadine toscane del conflitto tra Guelfi e Ghibellini e successivamente quello tra Guelfi bianchi e Guelfi neri.